# 卡尔·冯·魏茨泽克
卡尔·弗雷德里希·冯·魏茨泽克男爵（德語：Carl Friedrich Freiherr von Weizsäcker，1912年6月28日—2007年4月28日），德国物理学家、哲学家。他是第二次世界大战期间由维尔纳·海森堡领导的德国核研究小组成员中最长寿的。

## 生平
卡尔·冯·魏茨泽克出生于石勒苏益格-荷尔斯泰因省的基尔，是恩斯特·冯·魏茨泽克（1882–1951）和玛丽安娜·冯·格列文尼茨（1889–1983）的儿子。祖父卡尔·胡戈·冯·魏茨泽克（Karl Hugo Freiherr von Weizsäcker）是符腾堡王国的首相；前联邦总统里夏德·馮·魏茨澤克是他的弟弟。
他从1915年开始先后成长于斯图加特、自1922年于巴塞尔、自1925年于哥本哈根、于1929年在柏林获得高中毕业证书。1937年3月30日与瑞士历史学家Dr. Gundalena Wille （1908 - 2000）结婚，他于1934年在她作为记者时相识。他有三个儿子，卡爾·克里斯蒂安（Carl Christian，1938 - ）、恩斯特·烏爾里希（Ernst Ulrich，1939 - ）和海因里希·沃夫岡（Heinrich Wolfgang，1947 - ），以及两个女儿伊莉莎白（Elisabeth，1940 - ）和多羅莎（Dorothea，生年不详，姓Brenner）。

## 职业生涯
魏茨泽克1927在哥本哈根就结识了维尔纳·海森堡，在海森堡的影响下，他选择物理学作为学科。从1929至1933年，他在柏林、哥廷根和莱比锡跟隨维尔纳·海森堡、弗里德里希·洪特（博士考官）和尼尔斯·玻尔学习物理学、天文学和数学。他于1936年获得在大学授课的资格，并在同年作为科学研究人员进入当时位于柏林的威廉皇帝物理研究所。
在30年代，他从事原子核结合能（Bethe-Weizsäcker-Formel，液滴模型，1935）和星状物内部能量释放的核反应（Bethe-Weizsäcker-Zyklus，1937/1938）研究。1936他首次提出核的同质异构体的精确意义在于原子核的不同亚稳态。1937在莱比锡出版了他的著作《原子核》。1940-1942他参与德国铀计划工作（参见下面段落）。随后，至1945年，他担任史特拉斯堡帝国大学理论物理学教授职位。
自1946起，冯·魏茨泽克在哥廷根的马克斯·普朗克学会物理研究所领导一个研究组；他也是哥廷根大学的名誉教授，并于1950被选入科学院直至去世。除了哲学，他还从事太阳系起源的模型和与之相关的湍流理论。

## 关于行星形成的研究
1938年，基于太阳和太阳系的类地行星中较轻和较重的元素分配不均，魏茨泽克开发出关于太阳系的形成与演化的一套理论，他的观点得到了广泛承认，并且被大批的物理学家和天文学家加以改进。根据该理论，太阳及其行星是由99%的氢和氦以及1%的重元素构成的气云逐渐发展形成的。在最初阶段，太阳附近残留的10%的气云形成了广阔的大气层，1%的重元素包含在这10%的据测量占气云总质量……该理论有助于解释太阳系由内向外的行星的轨道直径增加的规律，得出宇宙中許多与太阳类似的恒星将可以预测与我们类似的行星系。

## 关于核武器的研制
作為一名理論物理學家，魏茨澤克（和根據他自己的估计的200多名物理學家）在核裂变（奥托·哈恩发现）为众所周知后立刻意识到核武器是可以被制造出来的。1938年2月，他与哲學家朋友格歐克·皮希特（Georg Picht）讨论了箇中意味。在第二次世界大戰中，魏茨澤克加入了“德國核能源項目”并参与研制原子弹。早在1939年8月，阿尔伯特·爱因斯坦曾就这个研究致信警告美國總統富兰克林·罗斯福，並指出：“……德國副国务秘书的兒子馮·魏茨澤克，与位于柏林的威廉皇帝研究院有些关联，他正在重复美國人有关铀的研究。” 
作為維爾納·海森堡的門生，魏茨澤克在1939年7月17日参加了一个在柏林陸軍軍械總部召开的會議，會議中德國开始了核武器計畫。战争初期——可能直到1942年——他还希望用政治上的影响力来参与推进原子武器計畫。1940年6月，他与人合作了一份报告，呈递给陆军，叙述了提炼铀以进行“能源生产”的可能性；该报告还预测了在新型炸弹的生产过程中为同一目的使用钚的可能性。1942年夏季期间，魏茨泽克申请了一项专利：“一种便携式的，通过爆炸以产生能量和中子，比如炸弹”。1990年代，这份专利申请在莫斯科被发现。
历史学家们就魏茨泽克和他的团队是否真的试图要制造原子弹和是否不希望纳粹政权得到这种武器而故意失败而分为两派。第二种观点很大程度上是基于战后对海森堡和魏茨泽克的采访，该观点由罗伯特·容克在他1957年出版的书《比一千个太阳还亮》中提出。在1957年德国《明镜》周刊的一次采访中，魏茨澤克坦言，以當年对科學的雄心，“我們想知道的連鎖反應是否有可能实现。以我们的学识，无论产生何种结果，我们都想知道。”魏茨泽克说，“只有蒙神的恩典”，他们才能利用有限的资源制造原子弹——德国的战时经济无法调动必需的原料。
直到1993年，有关这个问题的原始文献才浮出水面。

## 战后生涯
1946年，魏茨泽克被允许返回西方盟军管占领下的德国，并成为位于哥廷根的马克斯·普朗克物理学研究所理论物理部的主任。在1957-1969年间，魏茨泽克是汉堡大学的物理学教授。1957年获得马克斯·普朗克奖章。1970年，他提出全球治理的构想。1970-1980年间，他担任位于施塔恩贝格的马克斯·普朗克学会会长。

## 获得的奖章和荣誉
- 1957年：马克斯·普朗克奖章
- 1958年：法兰克福的歌德奖
- 1961年：科学与艺术功勋勋章
- 1969年：伊拉斯谟奖
- 1989年：宗教促进奖

## 著作
- Zum Weltbild der Physik, Leipzig 1946 (ISBN 3-7776-1209-X), 2002, 14th edition, renewed and with introduction by Holger Lyre Holger Lyre（德语：Holger Lyre）
  - translation into English by Marjorie Grene The World View of Physics, London, 1952
  - translation into French Le Monde vu par la Physique, Paris 1956
- Die Geschichte der Natur, Göttingen 1948  (ISBN 3-7776-1398-3)
- Die Einheit der Natur, Munich 1971 (ISBN 3-423-33083-X)
  - translation The Unity of Nature, New York, 1980 (ISBN 0-374-28100-9)
- Wege in der Gefahr, Munich 1976
  - translation The Politics of Peril, New York 1978
- Der Garten des Menschlichen, Munich 1977 (ISBN 3-446-12423-3)
  - translation The Ambivalence of progress, essays on historical anthropology, New York 1988 (ISBN 0-913729-92-2)
- The Biological Basis of Religion and Genius, Gopi Krishna, New York, intro. by Carl Friedrich von Weizsäcker, which is half the book, 1971, 1972 (ISBN 0-06-064788-4)
- Aufbau der Physik, Munich 1985 (ISBN 3-446-14142-1)
  - translation The Structure of Physics, Heidelberg 2006 (ISBN 1-4020-5234-0; ISBN  978-1-4020-5234-7)
- Der Mensch in seiner Geschichte, Munich 1991 (ISBN 3-446-16361-1)
- Zeit und Wissen, Munich 1992 (ISBN 3-446-16367-0)
- Große Physiker, Munich 1999 (ISBN 3-446-18772-3)

## 外部連結
- Annotated bibliography for Carl Weizsacker from the Alsos Digital Library for Nuclear Issues
- "Ich wollte erkennen, ob Atombomben möglich sind"（页面存档备份，存于） – An interview with Carl von Weizsäcker. uni-hamburg.de